# Valhalla – Thor legendája
A Valhalla – Thor legendája (eredeti cím: Valhalla) 2019-ben bemutatott dán fantasy-kalandfilm, melyet Fenar Ahmad rendezett. A film Peter Madsen azonos című képregénye alapján készült. 
A film 2019. október 10-én került a mozikba, ugyanazon a napon, mint az eredeti film.

## Cselekmény
A viking gyerekek, Røskva és Tjalfe Thor és Loki istenek fogságába esik, akik elhurcolják őket a szüleiktől és akiket azután örökké szolgálniuk kell. Elviszik őket Midgardba, az istenek lakhelyére. Az istenek szolgálata közben viszonylag „jó” dolguk van, de az életük egy hajszálon függ, ami a halhatatlan isteneknek semmit sem számít. Ezért Tjalfe elhatározza, hogy mindenképpen megszökik, ezért Røskva követi őt.
Kalandos és veszélyes utazásra indulnak a Valhallába az istenekkel, akik belátják, hogy segíteniük kell őket. 
A Valhallában azonban kiderül, hogy az életet és az istenek létét nem a rettegett Fenrir farkas, hanem az istenek barbár ősellenségei, a Jotnarok fenyegetik. Az istenek oldalán a két gyereknek meg kell küzdenie, hogy megmentsék a Valhallát a mindent elpusztító világvégétől - a Ragnaröktől.

## Szereplők
- Cecilia Loffredo – Røskva
- Saxo Molthke-Leth – Tjalfe
  - Tjalfe és Røskva egy testvérpár, egy fiú és egy lány, Thor isten szolgái
- Roland Møller – Thor
- Dulfi Al-Jabouri – Loki
- Reza Forghani – Quark
- Stine Fischer Christensen – Frigg
- Jacob Ulrik Lohmann – Tyr
- Asbjørn Krogh Nissen – Odin
- Ali Sivandi – Skrymer, az óriások királya
- Uffe Lorentzen – Útgarða-Loki
- Andreas Jessen – Baldr
- Salóme R. Gunnarsdóttir – Freyja
- Lára Jóhanna Jónsdóttir – Sif
- Sanne Salomonsen – Elli
- Emma Rosenzweig – Jættedronningen
- Patricia Schumann – Anya
- Bjørn Fjæstad – Apa

## Fogadtatás
A filmet a legjobb gyermekfilmnek járó Robert-díjra jelölték.

## Fordítás
- Ez a szócikk részben vagy egészben  a   Valhalla (2019 film) című angol Wikipédia-szócikk fordításán alapul.  Az eredeti cikk szerkesztőit annak laptörténete sorolja fel. Ez a jelzés csupán a megfogalmazás eredetét és a szerzői jogokat jelzi, nem szolgál a cikkben szereplő információk forrásmegjelöléseként.